# Erik Sætter-Lassen
Erik Sætter-Lassen (n. 15 iulie 1892, Gilleleje⁠(d), Regiunea Hovedstaden, Danemarca – d. 24 decembrie 1966) a fost un trăgător de tir ce a reprezentat Danemarca, medaliat olimpic. A participat la 3 ediții ale Jocurilor Olimpice (1920, 1924, 1936) în care a câștigat o medalie de aur.